# Libystes
Libystes là một chi cua biển trong họ cua bơi Portunidae.

## Các loài
Hiện hành thì chi này hàm chứa 06 loài cua sau đây:
- Libystes edwardsi Alcock, 1899
- Libystes lepidus Takeda & Miyake, 1970
- Libystes nitidus A. Milne-Edwards, 1867
- Libystes paucidentatus Stephenson & Campbell, 1960
- Libystes vietnamensis Tien, 1969
- Libystes villosus Rathbun, 1924